# Summerville (Oregon)
Summerville és una població dels Estats Units a l'estat d'Oregon. Segons el cens del 2000 tenia 117 habitants.

## Demografia
Segons el cens del 2000, Summerville tenia 117 habitants, 45 habitatges, i 34 famílies. La densitat de població era de 167,3 habitants per km².
Dels 45 habitatges en un 33,3% hi vivien nens de menys de 18 anys, en un 66,7% hi vivien parelles casades, en un 6,7% dones solteres, i en un 24,4% no eren unitats familiars. En el 20% dels habitatges hi vivien persones soles el 8,9% de les quals corresponia a persones de 65 anys o més que vivien soles. El nombre mitjà de persones vivint en cada habitatge era de 2,6 i el nombre mitjà de persones que vivien en cada família era de 3.
Per edats la població es repartia de la següent manera: un 28,2% tenia menys de 18 anys, un 2,6% entre 18 i 24, un 21,4% entre 25 i 44, un 32,5% de 45 a 60 i un 15,4% 65 anys o més.
L'edat mediana era de 44 anys. Per cada 100 dones de 18 o més anys hi havia 100 homes.
La renda mediana per habitatge era de 34.375$ i la renda mediana per família de 38.750$. Els homes tenien una renda mediana de 33.750$ mentre que les dones 28.333$. La renda per capita de la població era de 14.099$. Aproximadament el 16,1% de les famílies i el 15,5% de la població estaven per davall del llindar de pobresa.

## Poblacions més properes
El següent diagrama mostra les poblacions més properes.